# Eskil Fagerström

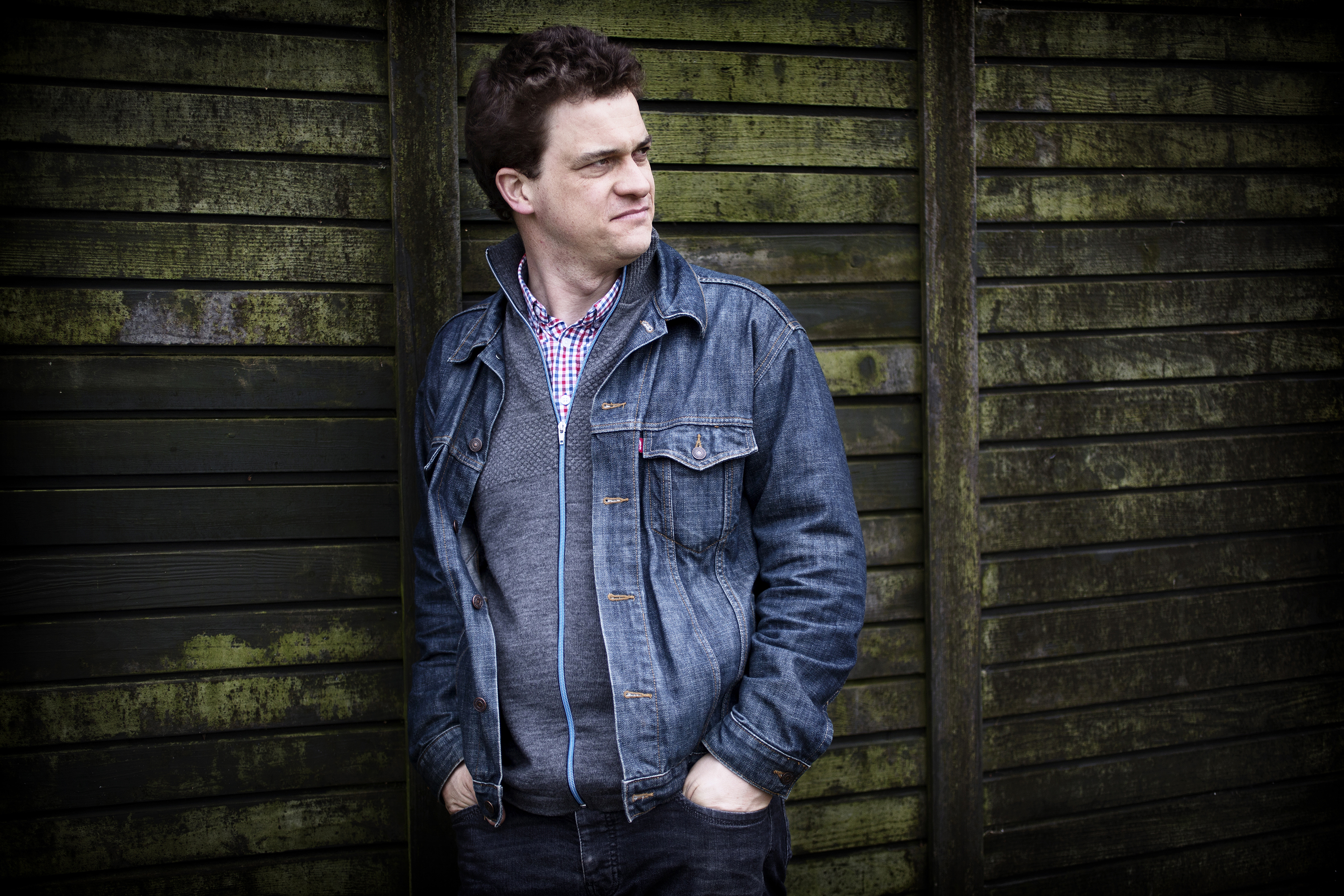
Eskil Fagerström, 2014.

Eskil Fagerström, född 1971, är en svensk journalist och författare. 
Efter studier i statsvetenskap började Eskil Fagerström våren 1996 arbeta på Kvällsposten som reporter. Därefter följde två år på Allers (1998–2000) och fyra år som frilansjournalist (2000–2004) innan han 2004 anställdes på Sydsvenskan, där han arbetat sedan dess.
Fagerström har gett ut flera böcker. 2008–2012 skrev han krönikor om sin hemstad Lund för Sydsvenskan; ett urval av dem utgavs 2010 under titeln  Ja, jag bor fortfarande kvar i Lund. Hösten 2013 gav han ut Mitt Rom, på Karavan förlag, en guidebok med personliga tips om restauranger, sevärdheter, butiker och kaféer i Rom. I maj 2014 utkom reportageboken Sanningen bakom Tambourinehärvan; boken nominerades våren 2015 till Föreningen Grävande Journalisters pris Guldspaden. I maj 2015 gav Fagerström ut ytterligare en guidebok, Mitt Toscana och Umbrien.
Våren 2017 utkom Fagerströms tredje bok med Italien-tema, en historik över Rom med titeln Rom, en stads historia.